# فرهاد بردبار
فرهاد بردبار نویسنده معاصر ایرانی. فیلم‌نامه‌نویس و مستندساز، دبیر بخش داستان جایزه ادبی مشهد است.
بردبار، متولد سال ۱۳۵۶ در اصفهان و فوق لیسانس کارگردانی از دانشکده صداوسیمای تهران است. نخستین رمان او به نام «رنگ کلاغ» یک سال بعد از انتشار در سال ۱۳۸۳، برنده جایزه ادبی هوشنگ گلشیری شد.

## آثار
- رنگ کلاغ
- شوماخر همیشه اینجاست.

## جوایز
رمان "رنگ کلاغ" این داستان‌نویس و "ماهی‌ها در شب می خوابند" نوشته سودابه اشرفی مشترکا برنده جایزه هوشنگ گلشیری بهترین رمان اول دوره پنجم شد.